# Loretta Bradley
Pour les articles homonymes, voir Bradley.
Loretta Bradley, née le 21 décembre 1941, est une professeur d'université et essayiste américaine.

## Biographie
Elle obtient son doctorat à l'université Purdue. Elle est professeur à l'université Vanderbilt et vice-doyenne de l'université Temple, puis travaille à l'université technique du Texas. Loretta Bradley est l'ancienne présidente de l'American Counseling Association et de l'association pour l'éducation de conseil et de surveillance[réf. souhaitée]. En 2003, elle est nommée conseillère-éducatrice du Texas de l'année.
Elle est l'auteur ou coauteur de six livres et de plusieurs articles. Elle a été colauréate du prix de recherche 2004 de l'association britannique pour le conseil et la psychothérapie. Elle est la première Américaine à recevoir ce prix.
En outre, Bradley a reçu des prix nationaux de recherche de l'American Counseling Association (ACA). Son livre Counselor Supervision: Principles, Process and Practice (Accelerated Development) a reçu le prix de publication de l'association pour l'éducation de conseillers et de surveillance.
En 2004 et 2005, Loretta Bradley est invitée à Shanghai en tant que conférencière. En 2003, elle est sélectionnée comme une des 25 conseillers qui ont apporté d'importantes contributions à la profession de conseil de 1952 à 2001. Elle est invitée à participer à la Rosalyn Carter Mental Health Symposium au Carter Presidential Center et à la Conférence de la Maison Blanche sur les questions de santé mentale présidé par Tipper Gore en 1999.

## Publications
- avec James R. Cheek, Gerald Parr, William Lan, Using music therapy techniques to treat teacher burnout. (Research)., Digital - American Mental Health Counselors Association, 2003 (ASIN B0008DRU6Q)
- avec Kaylene Brown, Reducing the stigma of mental illness. (Professional Exchange)., Digital - American Mental Health Counselors Association, 2002 (ASIN B0008ERXVW)
- avec Nicholas Ladany, Counselor Supervision: Principles, Process and Practice (Accelerated Development), Hardcover - Routledge, 2000, 409 p. (ISBN 978-1-56032-873-5, lire en ligne)
- avec Elaine Jarchow, Beth Robinson, All About Sex: The School Counselor's Guide to Handling Tough Adolescent Problems, Hardcover - Corwin Press, 1999 (ISBN 978-0-8039-6692-5)
- Counseling Midlife Career Changers, Paperback - Garrett Park Pr, 1990, 68 p. (ISBN 978-0-912048-70-3)
- Career education and biological sciences, Houghton Mifflin, 1975 (ISBN 978-0-395-20047-6)